# كأس تركيا 2009–10
كأس تركيا 2009–10 (بالتركية: 2009-10 Türkiye Kupası)‏ هو الموسم 48 من كأس تركيا. أقيم خلال الفترة 2 سبتمبر 2009 وحتى 5 مايو 2010، وأشرف على تنظيمه اتحاد تركيا لكرة القدم، وكان عدد الأندية المشاركة فيه 71، وفاز فيه نادي طرابزون سبور.